# Жуваковка
Жуваковка (укр. Жуваківка) — село,
Вишневский сельский совет,
Балаклейский район,
Харьковская область, Украина.
Село ликвидировано в ? году.

## Географическое положение
Село Жуваковка находится на левом берегу пересыхающей реки Желобок,
выше по течению на расстоянии в 2 км расположен посёлок Крючки,
ниже по течению на расстоянии в 3 км расположено село Бригадировка.
На расстоянии в 1,5 км расположено село Вишневая.

## История
- ? — село ликвидировано.